# Hærens Konstabel- og Korporalforening
 Der er for få eller ingen kildehenvisninger i denne artikel, hvilket er et problem. Du kan hjælpe ved at angive troværdige kilder til de påstande, som fremføres i artiklen.

HKKF - Soldaternes Fagforening og A-kasse (Hærens Konstabel- og Korporalforening) er et dansk fagforbund, der organiserer konstabler, overkonstabler, korporaler og værnepligtige i Hæren. Foreningen har ca. 4.500 medlemmer. HKKF udgiver medlemsbladet Fagligt Forsvar 4 gange om året. Medlemsbladet kan også læses online på hkkf.dk under 'medlemsfordele'. HKKF's hovedkontor ligger i Albertslund. A-kassen og medlemsservice ligger i Silkeborg.
Forbundets formand er Tom Block.

## Historie
Forbundet blev dannet i 1959. Oprindeligt var det tilsluttet Centralforeningen for Stampersonel, men siden 1984 har forbundet været selvstændigt.
Fra 1986-2018 var HKKF medlem af LO. Fra 1. januar 2019 er HKKF medlem af FH.
Siden 1987 har HKKF indgået overenskomster med Forsvarsministeriet.
I 1990 etablerede HKKF sin egen A-kasse, som i dag er en del af 3F's A-kasse.